# Liga Premier de Armenia 2011
La Liga Premier de Armenia 2011 fue la vigésima temporada desde su creación. Comenzó el 5 de marzo y terminó el 5 de noviembre.
El campeón fue el Ulisses, que consiguió su primer título y puso fin a una hegemonía de 10 temporadas del Pyunik.

## Ascensos y descensos
El Kilikia desapareció a final de temporada. El Ararat ascendió a la Liga Premier de Armenia, luego de coronarse campeón de la Primera Liga de Armenia.
| Pos. | Descendido de la Liga Premier de Armenia 2010 |
| ---- | --------------------------------------------- |
| 7.º  | Kilikia                                       |

| Pos. | Ascendido de la Primera Liga de Armenia 2010 |
| ---- | -------------------------------------------- |
| 1.º  | Ararat                                       |

## Formato
Los ocho equipos participantes jugaron entre sí todos contra todos cuatro veces totalizando 28 partidos partidos cada uno, al término de la jornada 28 el primer clasificado se coronó campeón y obtuvo un cupo para la Primera ronda de la Liga de Campeones 2012-13, mientras que el segundo y tercer clasificado obtuvieron un cupo para la Primera ronda de la Liga Europa 2012-13.
Un tercer cupo para la Primera ronda de la Liga Europa 2012-13 fue asignado al campeón de la Copa de Armenia.

## Equipos
| Club      | Ciudad  | Estadio             | Capacidad |
| --------- | ------- | ------------------- | --------- |
| Ararat    | Ereván  | Estadio Hrazdan     | 54.208    |
| Banants   | Ereván  | Banants Stadium     | 5.010     |
| Gandzasar | Ereván  | Estadio Gandzasar   | 3.500     |
| Impulse   | Dilijan | Estadio Arnar       | 2.100     |
| Mika      | Ereván  | Estadio Mika        | 7.250     |
| Pyunik    | Ereván  | Estadio Republicano | 14.403    |
| Shirak    | Gyumri  | Estadio Arnar       | 2.100     |
| Ulisses   | Ereván  | Estadio Hrazdan     | 54.208    |

## Tabla de posiciones
| Pos. | Equipo      | Pts. | PJ | G  | E  | P  | GF | GC | Dif. | Clasificación 2012–13                 |
| ---- | ----------- | ---- | -- | -- | -- | -- | -- | -- | ---- | ------------------------------------- |
| 1    | Ulisses (C) | 53   | 28 | 15 | 8  | 5  | 38 | 22 | +16  | Primera ronda de la Liga de Campeones |
| 2    | Pyunik      | 46   | 28 | 12 | 10 | 6  | 33 | 28 | +5   | Primera ronda de Liga Europa          |
| 3    | Gandzasar   | 46   | 28 | 12 | 10 | 6  | 31 | 18 | +13  | Primera ronda de Liga Europa          |
| 4    | Banants     | 44   | 28 | 12 | 8  | 8  | 42 | 30 | +12  |                                       |
| 5    | Mika        | 44   | 28 | 12 | 8  | 8  | 36 | 25 | +11  |                                       |
| 6    | Impulse     | 37   | 28 | 10 | 7  | 11 | 37 | 36 | +1   |                                       |
| 7    | Shirak      | 25   | 28 | 6  | 7  | 15 | 27 | 42 | −15  | Primera ronda de Liga Europa          |
| 8    | Ararat      | 10   | 28 | 2  | 4  | 22 | 14 | 57 | −43  |                                       |

Actualizado a los partidos jugados el 5 de noviembre de 2011.
 Fuente: Soccerway
Notas:
1. ↑  Tras ganar la Copa de Armenia 2011-12, el Shirak obtuvo un cupo para la Primera ronda de la Liga Europa 2012-13

## Resultados
| Local \ Visitante | ARA | BAN | GAN | IMP | MIK | PYU | SHI | ULI |
| ----------------- | --- | --- | --- | --- | --- | --- | --- | --- |
| Ararat            | —   | 1–1 | 0–1 | 2–1 | 0–3 | 1–4 | 2–1 | 1–1 |
| Banants           | 2–1 | —   | 0–1 | 2–1 | 2–2 | 3–4 | 2–2 | 1–3 |
| Gandzasar         | 5–0 | 2–0 | —   | 0–0 | 1–0 | 1–3 | 1–0 | 0–0 |
| Impulse           | 2–0 | 1–0 | 2–2 | —   | 1–0 | 0–1 | 2–1 | 0–1 |
| Mika              | 2–1 | 0–0 | 0–1 | 3–2 | —   | 0–1 | 0–0 | 2–3 |
| Pyunik            | 1–0 | 1–1 | 1–1 | 2–2 | 0–1 | —   | 1–0 | 3–1 |
| Shirak            | 1–1 | 1–1 | 0–2 | 2–1 | 1–0 | 2–0 | —   | 1–3 |
| Ulisses           | 3–0 | 1–0 | 0–0 | 0–1 | 1–2 | 1–0 | 1–0 | —   |

| Local \ Visitante | ARA | BAN | GAN | IMP | MIK | PYU | SHI | ULI |
| ----------------- | --- | --- | --- | --- | --- | --- | --- | --- |
| Ararat            | —   | 0–5 | 0–1 | 0–2 | 1–1 | 0–1 | 1–3 | 1–2 |
| Banants           | 1–0 | —   | 0–0 | 3–2 | 3–1 | 3–0 | 3–1 | 2–1 |
| Gandzasar         | 2–0 | 0–1 | —   | 1–0 | 2–2 | 1–2 | 4–0 | 0–1 |
| Impulse           | 2–1 | 3–1 | 1–1 | —   | 0–2 | 1–1 | 2–1 | 1–1 |
| Mika              | 2–0 | 0–0 | 1–0 | 2–1 | —   | 0–0 | 4–1 | 0–1 |
| Pyunik            | 1–0 | 0–3 | 1–1 | 2–2 | 1–2 | —   | 1–0 | 0–0 |
| Shirak            | 1–0 | 0–2 | 1–0 | 2–3 | 1–1 | 0–0 | —   | 0–2 |
| Ulisses           | 5–0 | 1–0 | 0–0 | 2–1 | 0–3 | 1–1 | 2–2 | —   |

## Goleadores
| Pos. | Jugador                | Club              | Goles |
| ---- | ---------------------- | ----------------- | ----- |
| 1    | Bruno                  | Banants           | 16    |
| 2    | Narek Beglaryan        | Mika              | 11    |
| 3    | Andranik Barikyan      | Shirak            | 10    |
| 4    | Zaven Badoyan          | Impulse           | 8     |
| 4    | Georgi Krasovski       | Ulisses           | 8     |
| 4    | Edgar Manucharyan      | Pyunik            | 8     |
| 7    | Artyom Adamyan         | Ulisses           | 7     |
| 7    | Norayr Gyozalyan       | Banants - Impulse | 7     |
| 9    | Beto                   | Banants           | 6     |
| 9    | Hovhannes Hovhannisyan | Pyunik            | 6     |
| 9    | Marcos Pizzelli        | Pyunik            | 6     |